# 66-os Demokraták
A 66-os Demokraták, vagy röviden D66 (hollandul Democraten 66, hosszabb hivatalos nevén 'Politieke Partij Democraten 66) szociálliberális párt és progresszív politikai párt Hollandiában.
A D66-ot 1966-ban alapította néhány politikailag független fiatal értelmiségi, Hans van Mierlo újságíró vezetésével. a párt fő célja a politikai rendszer demokratizálása volt. Elnöki rendszert javasoltak, az Amerikai Egyesült Államok mintájára. Az 1967-es választásokon a párt hét mandátumot szerzett a 150-tagú képviselőházban. Új párt korábban soha nem ért el ilyen sikert.
Azóta nagyon hullámzóak a D66 eredményei a választásokon. Volt olyan is, hogy 24 mandátumok volt. A 2017-es választáson az előzetes eredmények szerint 19 mandátumot szereztek, héttel többet, mint 2012-ben, és ezzel a harmadik legnagyobb párt lehetnek a képviselőházban, együtt a Kereszténydemokrata Tömörüléssel.
A D66 többször is volt kormányzó koalíció része: 1973 és 1977 között, a Den Uyl-kormányban, 1981 és 1982 között, a második Van Agt-kormányban, 1994 és 2002 között az első Kok-kormányban, és 2003 és 2006 között, a második Balkenende-kormányban. Eredeti demokratikus reform programja mellé a párt időközben új, szociálliberális programpontokat is állított.

## Történelme

### Alapítása
A pártot 1966. október 14-én alapította meg 44 ember. A párt alapításának fő kezdeményezői Hans van Mierlo a Algemeen Handelsblad napilap újságírója és Hans Gruijters a VVD amszterdami önkormányzati képviselője voltak. A párt megalapítása előtt október 10.-én közzétették felhívásukat, amiben az alapítók felkérték a hollandokat, hogy alapítsák újra a demokratikus intézményrendszerüket. A párt sajátossága volt, hogy nyíltan fel akarta mondani a holland társadalmat a 19. század vége óta meghatározó pillarizációt. A holland társadalom radikális demokratizálódását követelte és egy pragmatikus politikai állásfoglalást kezdtek kidolgozni.

### 1967-1986
A párt az 1967-es választáson 7 mandátumot szerzett a Képviselőházban, az 1971-es választás után a párt a Munkáspárt és a Radikális Politikai Párt vezette árnyékkormányban 4 tárcát kapott meg. Az 1972-es választáson a három párt közös listán indultak Progresszív Megegyezés (hollandul: Progressief Akkoord; PAK) néven. A szövetség ugyan a harmadik legnagyobb erő lett Hollandiában, ám nem szereztek többséget. A párt tagja lett a Joop den Uyl vezette kormánykoalíció tagja lett. Hans Guijters miniszteri tárcát kapott, míg a másik alapító Van Mierlo otthagyta a pártot, helyébe Jan Terlouw került.
A pártban eközben 1972-1974 válság  alakult ki: a tagok száma ez idő alatt 6000-ről 300-ra csökkent le és az 1974-es helyhatósági választásokon csúfos vereséget szenvedett. Terlouw vezetésével a párt határozottan liberális fordulatot vett. A párt taglétszáma 1975-re megduplázódott, az 1977-es választáson két mandátumot nyert a Képviselőházban a párt, de a Szenátusban elvesztette összes helyét. 1981-es választáson már 17 mandátumot szerzett a párt. A párt a Kereszténydemokrata Tömörüléssel és a Munkáspárttal együtt koalícióba került. A Dries van Agt vezette második kormány gazdasági minisztere lett Jan Terlouw. A kormány Dries van Agt kereszténydemokrata miniszterelnök és Joop den Uyl munkáspárti szociális miniszter között kiéleződött konfliktusok miatt a Munkáspárt 9 hónap után kilépett a koalícióból 1982-ben, így a 66-os demokraták a CDA-val az 1982-es választásig tagjai voltak az ügyvivői kormánynak.
Az 1982-es választás nagy vesztese lett a párt: elvesztette szavazóinak kétharmadát és összesen 6 mandátumot kapott a választáson. Terlouw a vereség miatt lemondott párt elnöki tisztségéről és kilépett a pártból, a helyébe Maarten Engwirda került, aki a párt frakcióvezetője is lett.

### 1986-tól napjainkig
1986-ban Hans van Mierlo visszatért a politikába és a párt elnöke lett. Legfőbb célja volt, hogy véget vessen a holland belpolitikában zajló polarizálódásnak, amikor a Munkáspárt és a Kereszténydemokrata Tömörülés 33-34%-ot ért el a választásokon, a többi párt rovására. A párt 6,13%-kal a negyedik legerősebb politikai párttá vált.
Az 1989-es választáson a párt összesen 12 mandátumot kapott, eleinte a PvdA-CDA pártok felkérték a 66-os demokratákat, hogy a koalícióban részt vegyenek, ám a kereszténydemokraták ellenezték. Végül a pártot kizárták a koalíciós tárgyalásokról, így ellenzékben maradt.
Az 1994-es választáson a párt történelmének legjobb eredménye született: 24 mandátumot szerzett a szavazatok 15,5%-val.

## Ideológia
A pártnak két szárnya van: a radikális demokraták és a progresszív liberálisok.

### Radikális demokraták
Az ő alapelvük a kezdetekben az volt, hogy a holland társadalomnak és politikai rendszernek radikális demokratizálódásra van szüksége. Kezdeményezték a kétpártrendszer bevezetését, ennek érdekében szükségesnek tartották a választási rendszer megváltoztatását. Az amerikai győztes mindent visz rendszerét vezették volna be. Mára ezen kezdeményezésük mérséklődött és német mintára a  vegyes arányos képviseleti rendszert vezetnék be. Ebben a vegyes rendszerben az arányos képviselet mellett a mandátumok egy részét egyszerű többségi szavazással lehet megszerezni. A radikális demokratizmus mára pragmatikus és dogmaellenes politikává vált, ebben a folyamatban fontos szerepet vállalt Hans van Mierlo 1966-1972 és 1986-1998 között levő pártelnök politikája.

### Progresszív liberálisok
A párt progresszív liberális szárnya gyengébb volt a párt történetében. Jan Terlouw vezetése alatt a D66 olyan ügyek fontosságát hangsúlyozta, mint a környezetvédelem, oktatás és az innováció. Ő a D66-ot a negyedik holland politikai irányzatnak tartotta: a szociáldemokrata Munkáspárt, a kereszténydemokrata CDA és a liberális-konzervatív PVV mellett. 1998-ban az "Opschudding" csoport jobban igényelte, hogy a párt hangsúlyozta a szociálliberális szellemiséget, amit annak tudatában hangsúlyoznak manapság, hogy a PVV inkább jobboldali, mint liberális.

### Párt témái
A párt legfőbb témái:
- A D66 a vegyes gazdaságot támogatja, amiben az állam gazdasági szerepvállalását is fontosnak tartják. Támogatják emellett a munkaerőpiac rugalmasságának növelését valamint a szegények és középosztály számára az adócsökkentést.
- A kormánynak növelnie kell az oktatásra fordított pénzt és a tanárok fizetését.
- Bizonyos szintig támogatják az atomerőműveket, de a párt a fenntartható energiaforrások használatát fontosabbnak tartja.
- D66 szociálliberális pártként az Első Kok-kormány tagjaként  számos liberális reformot hajtott végre: a világon elsőként megszavazták ők is azonos nemű párok házasságát, az eutanáziát emellett prostituciós törvényeket is megszavazott.
- Támogatják a Szenátus megszüntetését, a polgármesterek és miniszterelnökök közvetlen választását.
- Oktatás terén fontosnak tartják az általános iskolákban a bürokrácia csökkentését emellett telefonos segélyhívó szolgálatot indítana az iskolai zaklatás áldozatainak megsegítésére, ahol szakemberek adnának tanácsokat. [11]

## Választói
A párt választói hagyományosan Randstad konurbációban élnek, amibe Amszterdam, Rotterdam, Hága, Utrecht és elővárosaik tartoznak bele emellett az egyetemi városokban is népszerű a párt.

## Választási eredmények

### Képviselőház
| Év   | Szavazatok | %         | Mandátumok | Státusz                       |
| ---- | ---------- | --------- | ---------- | ----------------------------- |
| 1967 | 307 810    | 4.4       | 7 / 150    | Ellenzék                      |
| 1971 | 427 720    | 6.7       | 11 / 150   | Ellenzék                      |
| 1972 | 307 048    | 4.1       | 6 / 150    | Koalíció PVdA-D66-KVP-ARP-PPR |
| 1977 | 452 423    | 5.4       | 8 / 150    | Ellenzék                      |
| 1981 | 961 121    | 11.0      | 17 / 150   | Koalíció PVdA-D66-CDA         |
| 1982 | 351 278    | 4.3       | 6 / 150    | Ellenzék                      |
| 1986 | 562 466    | 6.1       | 9 / 150    | Ellenzék                      |
| 1989 | 701 934    | 7.9       | 12 / 150   | Ellenzék                      |
| 1994 | 1 391 202  | 15.5      | 24 / 150   | Koalíció PVdA-VVD-D66         |
| 1998 | 773 497    | 9.0       | 14 / 150   | Koalíció PVdA-VVD-D66         |
| 2002 | 484 317    | 5.1       | 7 / 150    | Ellenzék                      |
| 2003 | 393 333    | 4.0       | 6 / 150    | Koalíció VVD-D66-CDA          |
| 2006 | 193 232    | 2.0       | 3 / 150    | Ellenzék                      |
| 2010 | 654 167    | 6.9       | 10 / 150   | Ellenzék                      |
| 2012 | 757 091    | 8.0       | 12 / 150   | Ellenzék                      |
| 2017 | 1 285 819  | 12.2      | 19 / 150   | Koalíció VVD-D66.CDA-CU       |
| 2021 | 1,562,718  | 15.0      | 24 / 150   | Koalíció VVD-D66.CDA-CU       |
| 2023 | 656,292    | 6.29 (#5) | 9 / 150    | Ellenzék                      |

## Fordítás
- Ez a szócikk részben vagy egészben  a   Democrats 66 című angol Wikipédia-szócikk ezen változatának fordításán alapul.  Az eredeti cikk szerkesztőit annak laptörténete sorolja fel. Ez a jelzés csupán a megfogalmazás eredetét és a szerzői jogokat jelzi, nem szolgál a cikkben szereplő információk forrásmegjelöléseként.